# Cerophysa erberi
Cerophysa erberi es un coleóptero de la familia Chrysomelidae.
Fue descrita científicamente en 2005 por Beenen.